# Киприянов, Александр Евгеньевич
Александр Евгеньевич Киприянов (15 сентября 1967) — советский, российский и казахстанский игрок в хоккей с мячом, защитник, мастер спорта СССР международного класса (1990), мастер спорта международного класса Республики Казахстан (2003).

## Карьера

### Клубная
Заниматься хоккеем с мячом начал в 1977 году в Северодвинске в школе «Севера». Первый тренер — Василий Алексеевич Шеркунов.
В сезоне 1983/84 впервые сыграл за «Север» в товарищеском матче с «Водником», в сезоне 1984/85 дебютировал за «Север» в первой лиге чемпионата СССР.
С сезона 1985/86 в составе архангельского «Водника», выступая за команду до 1998 года. В сезоне 1986/87 побеждает в финальном турнире команд первой лиги, в следующем сезоне дебютировав в высшей лиге чемпионата СССР. В составе команды побеждает в Кубке СНГ (1992), трижды подряд в Кубке России (1994, 1995, 1996) и чемпионате России (1996, 1997, 1998). С 1994 по 1998 год был капитаном команды.
В чемпионатах СССР и России провёл 263 матча, забил 2 мяча.
В 1998 году продолжил игровую карьеру в клубах Швеции. В сезонах 1998/99 («Карльсборг»), 2000/01 («Скутшер») и 2003/04 («Бруберг») выступал за команды в высшем дивизионе Аллсвенскан.
В 2015 году играл в товарищеском матче к 70-летия Анатолия Измаденова.

### Сборная СССР/России
Привлекался в сборные команды СССР и России для участия в товарищеских матчах (1991, 1993).
На чемпионате мира 1993 года был в составе сборной России, которая стала серебряным призёром турнира (участия в матчах не принимал).
В составе второй сборной России стал бронзовым призёром Международного турнира на призы Правительства России (1996).

### Сборная Казахстана
В составе сборной Казахстана выступил на чемпионатах мира 2003 и 2004 годов, бронзовый призёр турнира 2003 года.

### Тренерская деятельность
Во втором сезоне выступлений за «Карльсборг» стал играющим тренером команды, в дальнейшем тренируя «Фриллесос» и «Сунвару».

## Достижения
«Водник»
- Чемпион России (3): 1995/96, 1996/97, 1997/98
- Бронзовый призёр чемпионата России: 1992/93
- Финалист Кубка СССР: 1987
- Обладатель Кубка СНГ: 1992
- Обладатель Кубка России (3): 1994, 1995, 1996
- Финалист Кубка России (2): 1993, 1997
- Финалист Кубка европейских чемпионов (2): 1996, 1997
- Чемпион РСФСР: 1987
- Обладатель Кубка мира по ринк-бенди: 1990

Сборная СССР/России
- Серебряный призёр чемпионата мира: 1993
- Бронзовый призёр Международного турнира на призы Правительства России: 1996 (в составе второй сборной России)
- Победитель чемпионата мира среди молодёжных команд: 1990

Сборная Казахстана
- Бронзовый призёр чемпионата мира: 2003

Личные
- В списке 22-х лучших игроков сезона (2): 1992, 1995
- Символическая сборная «Водника» за 75 лет: 2000

### Комментарии
1. ↑  Количество игр и голов за клуб(ы) в высшем дивизионе чемпионатов СССР/СНГ/России